# 名古屋掖済会病院
名古屋掖済会病院（なごやえきさいかいびょういん）は、愛知県名古屋市中川区にある病院である。

## 診療科
- 内科
- 呼吸器内科
- 循環器内科
- 消化器内科
- 血液内科
- 糖尿病・内分泌内科
- 腎臓内科
- 脳神経内科
- 腫瘍内科
- 外科
- 消化器外科
- 乳腺外科
- 呼吸器外科
- 心臓血管外科
- 肛門外科
- 整形外科
- 脳神経外科
- 形成外科
- 精神科
- リウマチ科
- 小児科
- 皮膚科
- 泌尿器科
- 産婦人科
- 眼科
- 耳鼻咽喉科
- リハビリテーション科
- 放射線科
- 病理診断科
- 救急科
- 麻酔科
- 歯科
- 歯科口腔外科
- 緩和ケア内科
- 健康管理課科
- 産業保健科

## 概要
公益社団法人日本海員掖済会が運営する。えきさい看護専門学校を併設している。
第3次救急医療施設（救命救急センター）に指定され、災害拠点病院（中核）に指定されている。

## 沿革
（この節の出典）
- 1948年（昭和23年）11月8日 - 日本海員掖済会名古屋病院として診療開始。開院記念日とする。
- 1951年（昭和26年）7月15日 - 名古屋掖済会病院に改称。
- 1978年（昭和53年）5月23日 - 救命救急センターを設置。病床数 376床。
- 1980年（昭和53年）3月12日 - 医師臨床研修を行う病院に指定。
- 1983年（昭和58年）8月1日 - 南館完成。病床数 684床。
- 1985年（昭和60年）4月9日 - 北館改修。病床数 662床。
- 1985年（昭和60年） - 名古屋市立昭和橋小学校つくし学級を院内に開設。
- 1996年（平成8年）11月26日 - 災害拠点病院の指定を受ける。
- 2006年（平成18年）4月3日 - 救命救急センターを新築し新たに開設。
- 2007年（平成19年）9月26日 - 地域医療支援病院の承認を受ける。
- 2010年（平成22年）6月1日 - 愛知県がん診療拠点病院の指定を受ける。
- 2013年（平成25年）1月1日 - 卒後臨床研修評価機構から認定を受ける。
- 2016年（平成28年）11月1日 - 入院棟完成。病床数 602床。
- 2017年（平成29年）12月1日 - 地域包括ケア病棟稼働。

## 医療機関の認定
下表の出典
| 保険医療機関                                                                   |
| 労災保険指定医療機関                                                           |
| 指定自立支援医療機関（更生医療）                                               |
| 指定自立支援医療機関（育成医療）                                               |
| 指定自立支援医療機関（精神通院医療）                                           |
| 身体障害者福祉法指定医の配置されている医療機関                                 |
| 精神保健指定医の配置されている医療機関                                         |
| 生活保護法指定医療機関                                                         |
| 結核指定医療機関                                                               |
| 指定小児慢性特定疾病医療機関                                                   |
| 難病の患者に対する医療等に関する法律（平成26年法律第50号）に基づく指定医療機関 |
| 原子爆弾被害者医療指定医療機関                                                 |
| 原子爆弾被害者一般疾病医療取扱医療機関                                         |
| 公害医療機関                                                                   |
| 母体保護法指定医の配置されている医療機関                                       |
| 地域医療支援病院                                                               |
| 災害拠点病院                                                                   |
| 救命救急センター                                                               |
| 臨床研修病院                                                                   |
| 臨床修練病院等                                                                 |
| 特定疾患治療研究事業委託医療機関                                               |
| DPC対象病院                                                                    |
| 無料低額診療事業実施医療機関                                                   |

公益財団法人日本医療機能評価機構認定病院（3rdG：Ver.1.1（4回目、2016年3月4日認定、2021年2月18日認定有効期限））。
NPO法人卒後臨床研修評価機構（JCEP）認定証発行病院。
このほか、各種法令による指定・認定病院であるとともに、各学会の認定施設でもある。

## 附属・関連施設
- 埠頭診療所
- えきさい看護専門学校
- 名古屋市立昭和橋小学校つくし学級

## 交通アクセス
- 各線名古屋駅から名古屋市営バス幹名駅2系統で「玉船町3丁目（掖済会病院）」停留所下車、西へ徒歩で約5分。
- 名鉄名古屋本線・常滑線 神宮前駅・名古屋市営地下鉄名港線 六番町駅・JR東海東海道本線 熱田駅から名古屋市営バス幹神宮2系統で「昭和橋」停留所下車、南へ徒歩で約10分。
- 名古屋市営地下鉄東山線 高畑駅から名古屋市営バス高畑18系統で「昭明町」停留所下車、東へ徒歩で約5分。